# Brassage
 (mai 2024).
Si vous disposez d'ouvrages ou d'articles de référence ou si vous connaissez des sites web de qualité traitant du thème abordé ici, merci de compléter l'article en donnant les références utiles à sa vérifiabilité et en les liant à la section « Notes et références ».
Pour les articles homonymes, voir Brassage (homonymie).

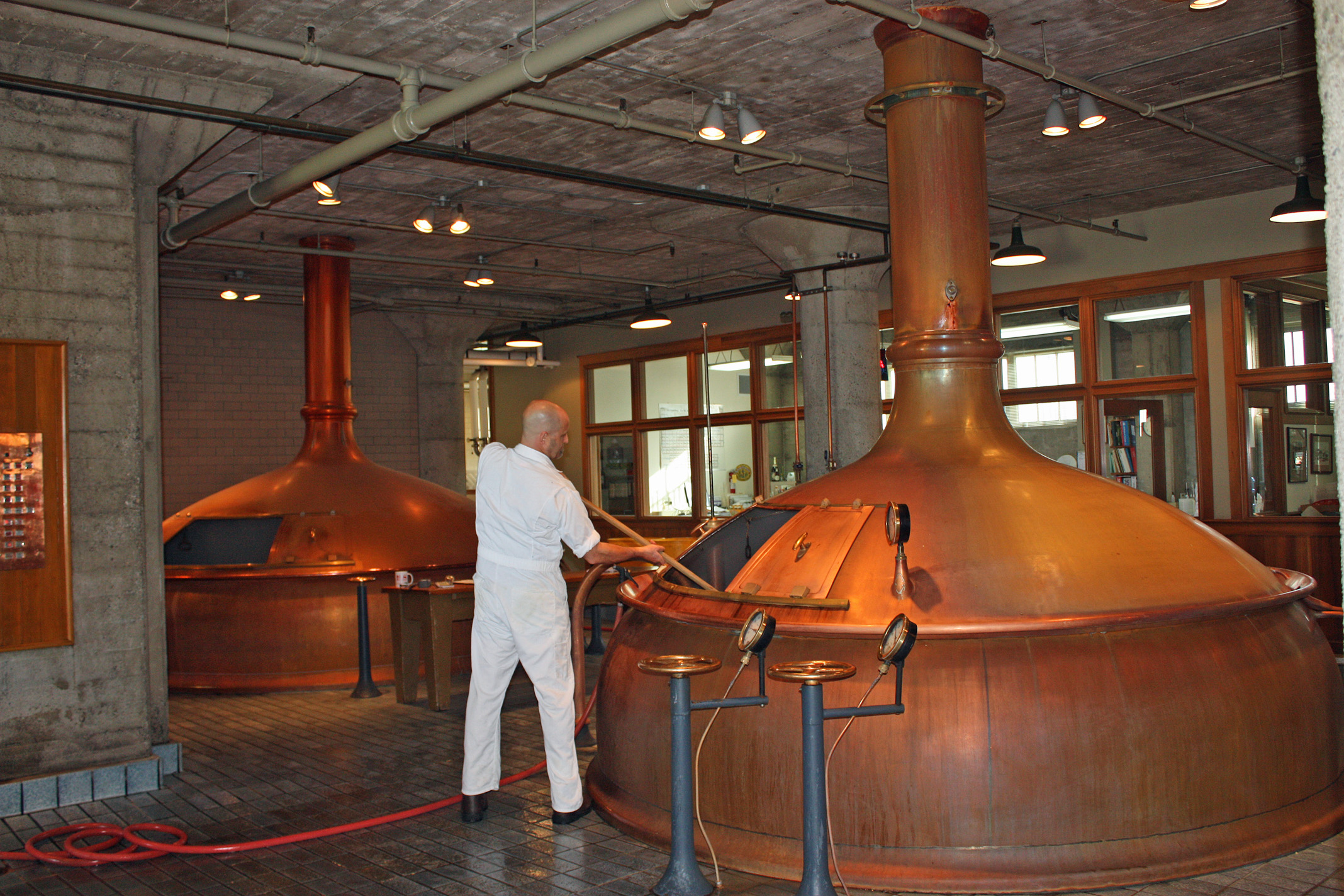
Brassage du houblon pendant la production de la bière Anchor Steam

Le brassage proprement dit est l'une des étapes de l'élaboration notamment de la bière, du whisky et du saké. Par extension, le terme désigne l'ensemble du processus d'élaboration et des activités s'y rapportant : brasseur, brasserie...
Il existe deux méthodes de brassage : par décoction pratiquée à l'origine en Allemagne (bière) et par infusion pratiquée à l'origine dans les Îles Britanniques (bière et whisky) ainsi qu'au Japon (saké).

## Brassage de la bière

### Brassage par infusion
Le malt concassé est ajouté à de l'eau chaude dans une cuve appelée cuve matière, à une température d'environ 68 °C. Le brasseur maintient ces conditions pendant une heure à plusieurs heures selon le type de bière, tout en remuant (brassant) le mélange afin d'uniformiser la température et d'obtenir un mélange homogène.

### Brassage par décoction
Tout comme l'infusion, le malt est ajouté à l'eau, mais à une température plus froide (environ 50 °C), puis une partie du mélange est prélevée et portée à ébullition. Cette partie est ensuite réintégrée, ce qui a pour effet d'augmenter la température du mélange.
Trois décoctions (dit multipalier) ont typiquement lieu lors d'un brassage pour obtenir les températures de 64 °C, 68 °C et 72 °C.
Une fois la saccharification terminée, il faut filtrer le mélange afin de séparer le liquide du malt (dréches), on obtient alors un jus sucré appelé moût, une fois fermenté, deviendra de la bière.

### Houblonnage
Le houblonnage conditionne l'élaboration de la bière. En son absence, le produit obtenu est de la cervoise. Le houblon agit sur plusieurs aspects importants de la bière :
- sa conservation,
- sa clarté,
- son amertume,
- sa saveur,
- et son arôme.

À l’origine, le houblon était utilisé à des fins de conservation seulement, les autres particularités se sont avérées être ces « effets secondaires ». Cependant, avec les techniques modernes de brassage, ce sont surtout l’amertume, la saveur et l’arôme qui sont recherchées par les brasseurs. Il existe une grande variété de houblons qui ont tous leurs particularités propres. Il y a des houblons dits « aromatiques », d’autres dit « amérisants » et certains qui sont « balancés » et donc, qui offrent un équilibre plus égal.
Le houblonnage consiste à ajouter le houblon au moût en ébullition. La proportion d’amertume, de saveur et d’arôme dépend de la combinaison entre les variétés de houblon et leur temps d’ébullition. En règle générale, plus un houblon bout longtemps, plus il donnera d’amertume à la bière et moins il bout longtemps, plus il donnera d’arôme. Entre ces deux extrêmes, il y a la saveur. Certaines bières sont aussi issues d’un houblonnage à cru, c'est-à-dire sans ébullition. Le houblon est donc ajouté à la bière une fois l’ébullition terminée. Cette technique est utilisée surtout pour donner beaucoup d’arôme à la bière.
Au Moyen Âge, on pratiquait souvent un parfumage supplémentaire de la bière avec de nombreuses plantes : mélisse, hysope...
Une autre sorte de brassage universel consiste à mélanger différents ingrédients basiques : eau, levure, sucre pour créer une boisson alcoolique neutre (un moût) qui peut être distillé ou parfumé (citron, gingembre) cette technique peut être utilisée pour la fabrication de plusieurs boissons apparentées à la bière (kvas, ginger beer), au vin de fruit, ou comme base pour la fabrication d'eau de vie par fermentation et distillation.

## Brassage artisanal
Le brassage artisanal ne diffère pas grandement du brassage commercial par ses ingrédients.  L’objectif est le même étant de produire une boisson alcoolique à partir de blé, d’orge, de malt ou d’autre grain.    
La différence majeure est que la brasserie artisanale produit de plus petite quantité de breuvage à la fois. Le brassage commercial est plus orienté vers l’efficacité et la création d’un produit apprécié d’une grande majorité.  Au contraire, la brasserie artisanale tient à se distinguer en créant un produit hors du commun et plus raffiné au niveau des goûts. 
Le fait d’utiliser de tenter de raffiner le goût amène les brasseries artisanales à utiliser un plus grand éventail de produit.  De ce fait, les bières artisanales peuvent grandement différer en goût.  De plus, leur niveau d’alcool varie grandement.  Celui-ci peut être près de 0% ou même au-dessus des 10% d’alcool.
Les microbrasseries se répandent grandement au travers le monde.  Au Canada on peut en compter plus d’un millier à travers le pays.  Pour ce qui est de la France, il y a plus du double de microbrasseries, dépassant les deux mille. Même en Belgique il est maintenant possible de trouver plusieurs milliers de différentes sortes de bières.